# Paul Koebe
Paul Koebe (Luckenwalde, 15 de fevereiro de 1882 — Leipzig, 6 de agosto de 1945) foi um matemático alemão.
Seu trabalho foi exclusivamente com números complexos, sendo seus resultados mais significativos a uniformização de superfícies de Riemann, em uma série de quatro artigos publicados em 1907–1909. Doutorado na Universidade de Berlim, orientado por Hermann Amandus Schwarz.
Foi professor extraordinário na Universidade de Leipzig, de 1910 a 1914, depois professor ordinário na Universidade de Jena, antes de retornar a Leipzig em 1926 como professor ordinário.
Recebeu em 1922 o Prêmio Memorial Ackermann-Teubner.